# Ієронім Януш Санґушко
Ієронім Януш Санґушко, князь гербу Погоня (4 березня 1743, Кольбушова — 4 вересня 18 грудня 1812, Славута) — пан на Славуті, Білогородці, Корниці, Антонінах, Линцях, Шепетівці і Поляховій на Волині, граф Тарнівський в Галичині, староста черкаський і казимирський, мечник великий литовський з 1775 року, воєвода волинський з 11 грудня 1775 року.

## Коротка біографія
Син Павла Карла Санґушка і Барбари Санґушкової.
Генерал військ коронних. Генерал піхоти Російської імператорської армії. Член Постійної Ради, противник Конституції 3 травня. Радний конфедерації Торговицької (1792 р.). Член Галицького станового сейму, належав до грона магнатів. Підтвердження князівського титулу в Австро-Угорщині отримав 9 червня 1785 року. Кавалер орденів: Святого Станіслава (14 травня 1777), Білого Орла (1777), Святого Губерта.
2 лютого 1767 року у Радині пошлюбив Уршулю Цецилію Потоцьку (†1772, донька Евстахія Потоцького
). Мав з нею сина Євстахія Еразма Санґушка. Вдруге одружився з Анною Теофілою Сапєгою 1774 року. Розлучився з нею 1778 року. У 1779 році одружився втретє з Анною Прушинською, яка пережила чоловіка на 14 років.
З 1790-х років мешкав переважно у славутській резиденції.
15 вересня 1806 року відповідно до своїх зобов'язань від 1785 р., зробив фундуш на костел в Іллінцях.
Помер верхи на коні від апоплексії, перед тим здолавши дорогу від Заслава до Славути. Похований 1812 року у крипті фундованого ним костелі в містечку Білогородка. Донька Маріанна фундувала виготовлення та встановлення надгробка з епітафією (дата смерті з нього).

## Вшанування пам'яті
9 листопада 2023 року Житомирська міська рада перейменувала вулицю Багратіонівську на вулицю Князів Сангушків.
У місті Славута також є вулиця Князів Сангушків.